# Convención Nacional Bautista de Venezuela
La Convención Nacional Bautista de Venezuela es una asociación cristiana evangélica de iglesias bautistas que tiene su sede en Caracas, Venezuela. Ella está afiliada a la Unión Bautista Latinoamericana y a la Alianza Bautista Mundial.

## Historia
La Convención tiene su origen en una misión estadounidense del Junta de Misiones Internacionales en 1946 en Caracas. Fue fundado oficialmente en 1951 por 6 iglesias.  Según un censo de la asociación, en 2023 dijo que tenía 725 iglesias y 45,000 miembros.

## Escuelas

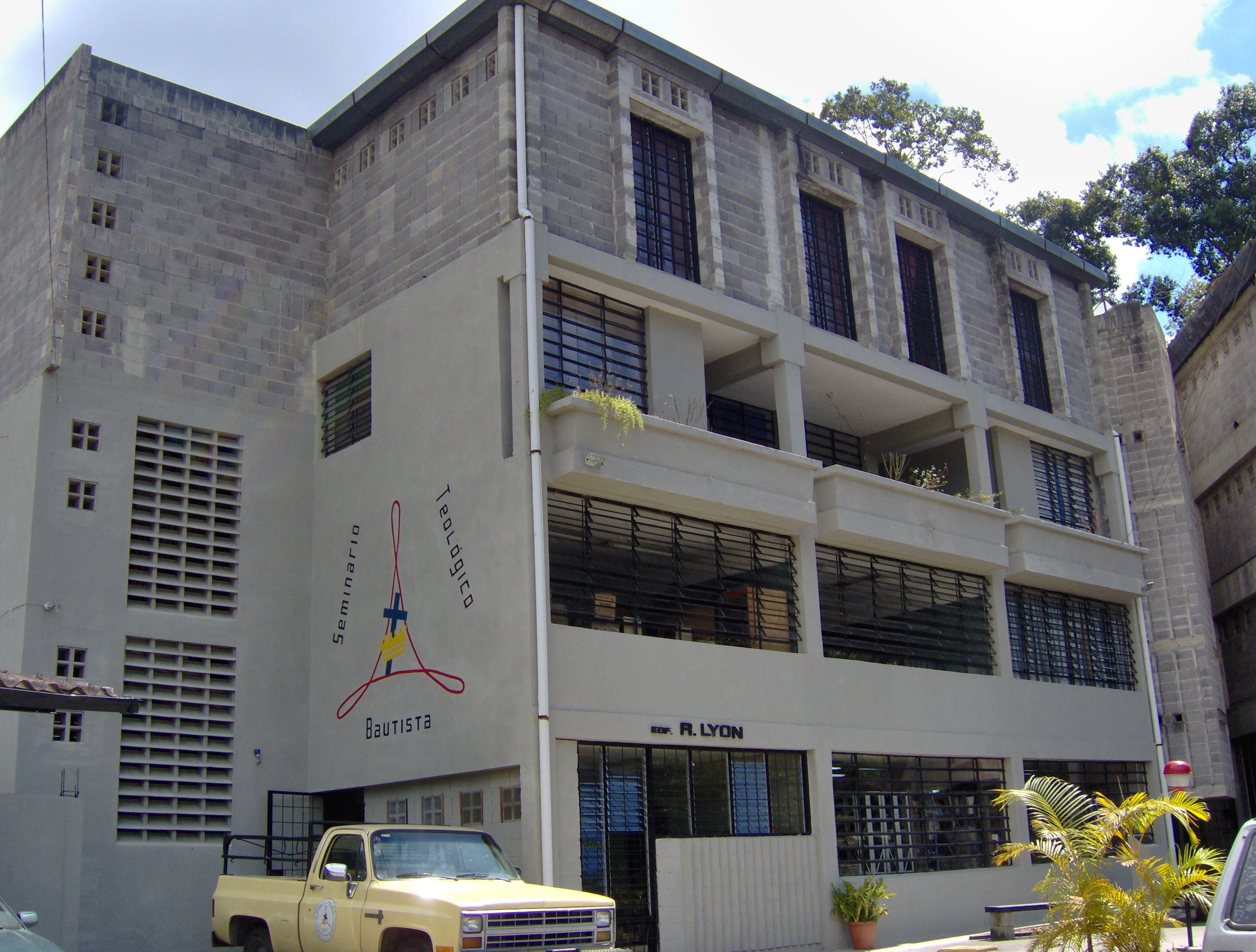
Seminario Teológico Bautista de Venezuela en Los Teques.

En 1956 fundó el Seminario Teológico Bautista de Venezuela en Los Teques.